# Diacholotis
Diacholotis is een geslacht van vlinders van de familie grasmineermotten (Elachistidae).

## Soorten
- D. iopyrrha Meyrick, 1937